# Ґодзішеви
Ґодзішеви (пол. Godziszewy, нім. Godesfeld) — село в Польщі, у гміні Рипін Рипінського повіту Куявсько-Поморського воєводства.
Населення — 364 особи (2011).
У 1975-1998 роках село належало до Влоцлавського воєводства.

## Демографія
Демографічна структура станом на 31 березня 2011 року:
|          | Загалом | Допрацездатний вік | Працездатний вік | Постпрацездатний вік |
| -------- | ------- | ------------------ | ---------------- | -------------------- |
| Чоловіки | 171     | 39                 | 117              | 15                   |
| Жінки    | 193     | 50                 | 106              | 37                   |
| Разом    | 364     | 89                 | 223              | 52                   |